# Tokwane Ngundu
Tokwane Ngundu este un oraș din Zimbabwe.